# Lữ Gia
Lữ Gia (chữ Hán: 呂嘉, cũng được dịch là Lã Gia, 191 TCN – 110 TCN), tên hiệu là Bảo Công (保公) là Thừa tướng của ba đời vua nhà Triệu nước Nam Việt. Ông là người nắm chính trường nước Nam Việt những năm cuối và cuối cùng thất bại trước cuộc xâm lăng Nam Việt của nhà Hán (Trung Quốc). Ông mất ngày 25 tháng 3, các đời sau họ Lữ và họ Lã ở miền Bắc Việt Nam làm giỗ tổ vào ngày 25 tháng 3 âm lịch hàng năm.
Theo ngọc phả thì thừa tướng Lữ Gia được phong làm vua cả cai quản thôn Trung Thành, xã Đại Lai, huyện Gia Bình, tỉnh Bắc Ninh. Ông có nhiều công trình phục vụ dân thôn: mở trường dạy học, chiêu mộ quân sĩ và đề bạt ra làm quan trong triều... Đền thờ hai bà phu nhân đã được nhân dân Việt xây dựng và thờ phụng tại khu di tích văn hóa lịch sử chùa Phúc Linh. Các vị bô lão thôn họp bàn và thống nhất xây dựng luôn đền tại vị trí trường dạy học và khu đền cũ.

## Binh biến giết Cù Hậu
Theo Đại Việt sử ký toàn thư, Lữ Gia là Thái phó (sau được làm Thừa tướng) ba đời vua Triệu, từ Minh Vương (124 – 113 TCN), Ai Vương (112 TCN) tới Thuật Dương Vương (112 – 111 TCN).
Minh Vương Triệu Anh Tề đã có con lớn là Triệu Kiến Đức với một bà vợ người Việt, nhưng vì yêu Cù Hậu là người Hán nên lập con nhỏ của Cù Hậu là Triệu Hưng lên thay. Năm 113 TCN, Minh Vương chết, Hưng nối ngôi, tức là Triệu Ai Vương. Trước kia, Thái hậu chưa lấy Minh Vương, đã từng thông dâm với An Quốc Thiếu Quý người Bá Lăng. Năm ấy nhà Hán thấy nước Nam Việt vua nhỏ nên sai An Quốc Thiếu Quý sang dụ Triệu Ai Vương và Thái hậu vào chầu, như đối với các chư hầu nhà Hán, lại sai Biện sĩ là Gián nghị đại phu Chung Quân tuyên dụ, Dũng sĩ là Ngụy Thần giúp việc, vệ úy Lộ Bác Đức đem quân đóng ở Quế Dương để đợi sứ giả.
Triệu Hưng còn ít tuổi, Cù thái hậu là người Hán, Thiếu Quý đến, lại tư thông. Người trong nước biết, phần nhiều bất bình không theo Thái hậu. Thái hậu sợ, muốn dựa uy nhà Hán, nhiều lần khuyên Triệu Hưng và các quan xin nội phụ nhà Hán, bèn nhờ sứ nhà Hán dâng thư, xin theo như các chư hầu của nhà Hán, cứ ba năm một lần vào chầu, triệt bỏ cửa quan ở biên giới. Vua Hán bằng lòng, ban cho Triệu Ai Vương và Thừa tướng Lữ Gia ấn bằng bạc và các ấn nội sử, trung úy, thái phó, còn các chức khác được tự đặt lấy. 
Cù thái hậu đã sửa soạn hành trang lễ vật quý giá để cùng Triệu Ai Vương vào chầu. Thừa tướng Lữ Gia tuổi cao chức trọng, người trong họ làm trưởng lại đến hơn 70 người, con trai đều lấy con gái vua đời trước, con gái đều gả cho con em vua và người tôn thất, cùng thông gia với Tần Vương Triệu Quang ở đất Thương Ngô. Trong nước Nam Việt, ông được lòng dân hơn cả vua. Lữ Gia nhiều lần dâng thư can Ai Vương nhưng Ai Vương không nghe.
Lữ Gia quyết định làm binh biến, thường cáo ốm không tiếp sứ giả nhà Hán. Các sứ giả nhà Hán đều muốn hại ông, nhưng thế chưa thể làm được. Thái hậu cũng sợ phe Lữ Gia khởi sự trước, muốn nhờ sứ giả nhà Hán trù mưu giết ông.
Cù thái hậu bèn đặt tiệc rượu mời sứ giả đến dự, các đại thần đều ngồi hầu rượu. Em Lữ Gia làm tướng, đem quân đóng ở ngoài cung. Tiệc rượu mới bắt đầu, Thái hậu bảo ông rằng: 
"Nam Việt nội thuộc [Trung Quốc] là điều lợi cho nước, thế mà tướng quân lại cho là bất tiện là tại sao?"
Ý Cù thái hậu muốn chọc tức sứ giả. Sứ giả còn đang hồ nghi, chần chừ chưa dám làm gì. Lữ Gia thấy tai mắt họ có vẻ khác thường, lập tức đứng dậy đi ra. Thái hậu giận, muốn lấy giáo đâm ông nhưng Triệu Ai Vương ngăn lại.
Lữ Gia bèn ra chia lấy quân lính của em dẫn về nhà, cáo ốm không chịu gặp vua và sứ giả, ngầm cùng các đại thần chống đối. Triệu Ai Vương vốn nể uy tín của Lữ Gia nên không có ý giết ông. Lữ Gia biết thế nên đến mấy tháng không hành động gì. Thái hậu muốn một mình giết Gia nhưng sức không làm nổi.
Hán Vũ Đế nghe tin Lữ Gia không nghe mệnh, mà Triệu Hưng và Thái hậu thì cô lập, không chế ngự nổi, sứ giả thì nhút nhát không quyết đoán, lại thấy Hưng và Thái hậu đã nội phụ rồi, chỉ một mình Lữ Gia làm loạn, không đáng dấy quân, muốn sai Trang Sâm đem 2.000 người sang sứ. Sâm từ chối không nhận. Hán Vũ Đế bèn bãi chức Sâm. Tướng Tế Bắc cũ là Hàn Thiên Thu hăng hái xin đi. Hán Vũ Đế bèn sai Thiên Thu và em Cù thái hậu là Cù Lạc đem 2.000 người tiến vào đất Nam Việt.
Lữ Gia bèn hạ lệnh trong nước rằng:
"Vua còn nhỏ tuổi, Thái hậu vốn là người Hán, lại cùng với sứ giả nhà Hán dâm loạn, chuyên ý muốn nội phụ với nhà Hán, đem hết đồ châu báu của Tiên vương dâng cho nhà Hán để nịnh bợ, đem theo nhiều người đến Trường An rồi bắt bán cho người ta làm đầy tớ, chỉ nghĩ mối lợi một thời, không đoái gì đến xã tắc họ Triệu và lo kế muôn đời".
Ông bèn cùng với em đem quân đánh, giết Triệu Ai Vương và Cù thái hậu, cùng tất cả sứ giả nhà Hán, rồi sai người đi báo cho Thương Ngô vương Triệu Quang và các quận ấp, lập con trưởng của Triệu Minh Vương là Thuật Dương hầu Kiến Đức làm vua, tức là Triệu Thuật Dương Vương.

## Phá Hàn Thiên Thu
Tháng 11 năm 112 TCN, Thừa tướng Lữ Gia đã lập Thuật Dương Vương lên ngôi, quân của Hàn Thiên Thu tiến vào Nam Việt, đánh phá một vài ấp nhỏ.
Lữ Gia bèn mở một đường thẳng để cấp lương cho quân. Khi quân nhà Hán đến còn cách Phiên Ngung 40 dặm, thì ông xuất quân đánh, giết được bọn Thiên Thu. Sau đó ông sai người đem sứ tiết của nhà Hán cho vào trong hòm để trên núi Tái Thượng (tức là đèo Đại Dũ) dùng lời khéo để tạ tội, một mặt phát binh giữ chỗ hiểm yếu. Ông chất đá giữa sông gọi là Thạch Môn.

## Thế yếu bại binh
Vua Hán nghe tin Hàn Thiên Thu bị giết, sai Phục ba tướng quân Lộ Bác Đức xuất phát từ Quế Dương, Lâu thuyền tướng quân Dương Bộc xuất phát từ Dự Chương, Qua thuyền tướng quân Nghiêm xuất phát từ Linh Lăng, Hạ lại tướng quân Giáp đem quân xuống Thương Ngô, Trì Nghĩa hầu Quý đem quân Dạ Lang xuống sông Tường Kha, đều hội cả ở Phiên Ngung.
Mùa đông năm 111 TCN, tướng nhà Hán là Dương Bộc đem 9.000 tinh binh hãm Tầm Hiệp, phá Thạch Môn lấy được thuyền thóc của quân Triệu, kéo luôn cả các thuyền ấy đi, đem mấy vạn người đợi Lộ Bác Đức. Bác Đức cùng Bộc hội quân tiến đến Phiên Ngung.
Triệu Thuật Dương Vương và Lữ Gia cùng giữ thành. Dương Bộc tự chọn chỗ thuận tiện đóng ở mặt đông nam, Lộ Bác Đức đóng ở mặt tây bắc.
Vừa chập tối, Dương Bộc đánh bại quân Triệu, phóng lửa đốt thành. Bác Đức không biết quân trong thành nhiều hay ít bèn đóng doanh, sai sứ chiêu dụ. Ai ra hàng đều được Đức cho ấn thao và tha cho về để chiêu dụ nhau. Dương Bộc cố sức đánh, đuổi quân Triệu chạy ngược vào dinh quân của Lộ Bác Đức. Đến tờ mờ sáng thì quân trong thành đầu hàng. Triệu Dương Vương và Lữ Gia cùng với vài trăm người, đang đêm chạy ra biển.
Bác Đức lại hỏi những người đầu hàng biết chỗ ở của Lữ Gia, bèn sai người đuổi theo. Hiệu úy tư mã là Tô Hoằng (蘇弘) bắt được Kiến Đức, Quan lang của Nam Việt là Đô Kê (都稽; có bản chép là Tôn Đô) bắt được Lữ Gia. Các xứ ở Nam Việt đều xin hàng.
Lữ Gia và vua Triệu sau đó đều bị quân Hán giết.
Theo truyền thuyết, khi Lữ Gia bị bắt và chém đầu, một con chó đã cắp đầu của ông rồi bơi qua sông và chôn giấu. Hiện nay, đền thờ Lữ Gia vẫn còn tại một làng ở xã Quang Yên, huyện Lập Thạch, tỉnh Vĩnh Phúc. Theo một số truyền thuyết khác thì sau khi bị quân Hán chém đầu nhưng chưa đứt hẳn, ông phóng ngựa chạy về vùng đất Vụ Bản, Nam Định. Khi chạy đến thị trấn Gôi bây giờ thì gặp một bà hàng nước. Lữ Gia hỏi là người bị chém mất đầu có sống được không, bà hàng nước cười nói người mất đầu thì làm sao sống được, tức thì đầu của Lữ Gia lìa khỏi thân. Dân vùng Vụ Bản chôn và lập đền thờ ở nhiều nơi trong huyện. Tương truyền đầu, thân và chân của ông được thờ ở ba làng khác nhau. Ngày xưa có hội rước tại các đình, miếu thờ ông trong khắp huyện, to gần bằng hội Phủ Dầy. Truyện này được ghi trong "Thiên Bản lục kỳ", là một trong sáu truyện kỳ lạ của vùng đất Thiên Bản xưa (nay là Vụ Bản).

## Nhận định
Trong Đại Việt sử ký toàn thư, Ngô Sĩ Liên nhận định về việc Lữ Gia giết Triệu Ai Vương và Cù thái hậu như sau:
"Tai họa của Ai Vương, tuy bởi ở Lữ Gia mà sự thực thì gây mầm từ Cù Hậu. Kể ra sắc đẹp đàn bà có thể làm nghiêng đổ nước nhà người ta thì có nhiều manh mối, mà cái triệu của nó thì không thể biết trước được. Cho nên các tiên vương tất phải đặt ra lễ đại hôn, tất phải cẩn thận quan hệ vợ chồng, tất phải phân biệt hiềm nghi, hiểu những điều nhỏ nhặt, tất phải chính vị trong ngoài, tất phải ngăn ngừa việc ra vào, tất phải dạy đạo tam tòng, thì sau đó mối họa mới không do đâu mà đến được. Ai Vương ít tuổi không thể ngăn giữ được mẹ, Lữ Gia coi việc nước, việc trong việc ngoài lại không dự biết hay sao? Khách của nước lớn đến, thì việc đón tiếp có lễ nghi, chỗ ở có thứ tự, cung ứng có số, thừa tiếp có người, sao đến nỗi để thông dâm với mẫu hậu? Mẫu hậu ở thẳm trong cung, không dự việc ngoài: khi nào có việc ra ngoài, thì có xe da cá, có màn đuôi trĩ, cung tần theo hầu, sao để đến nỗi thông dâm với sứ khách được? Bọn Gia toan dập tắt lửa cháy đồng khi đang cháy rực, sao bằng ngăn ngay cái cơ họa loạn từ khi chưa có triệu chứng gì có hơn không? Cho nên nói: Làm vua mà không biết nghĩa Xuân Thu tất phải chịu cái tiếng cầm đầu tội ác; làm tôi không biết nghĩa Xuân Thu tất mắc phải tội cướp ngôi giết vua, tức như là Minh Vương, Ai Vương và Lữ Gia vậy."
Đối với việc nước Nam Việt mất, các sử gia có ý kiến như sau:
Theo Lê Văn Hưu:
"Lữ Gia can ngăn Ai Vương và Cù thái hậu không nên xin làm chư hầu nhà Hán, đừng triệt bỏ cửa quan ở biên giới, có thể gọi là biết trọng nước Việt vậy. Song can mà không nghe, thì nghĩa đáng đem hết bầy tôi đến triều đình, trước mặt vua trình bày lợi hại về việc nước Hán, nước Việt đều xưng đế cả, có lẽ Ai Vương và thái hậu cũng nghe ra mà tỉnh ngộ. Nếu lại vẫn không nghe theo, thì nên tự trách mình mà lánh ngôi [Thừa tướng], nếu không thế thì dùng việc cũ họ Y, họ Hoắc, chọn một người khác trong hàng con của Minh Vương để thay ngôi, cho Ai Vương được như Thái Giáp và Xương Ấp mà giữ toàn tính mệnh, như thế thì không lỗi đường tiến thoái. Nay lại giết vua để hả lòng oán, lại không biết cố chết để giữ lấy nước, khiến cho nước Việt bị chia cắt, phải làm tôi nhà Hán, tội của Lữ Gia đáng chết không dung."
Theo Ngô Sĩ Liên:
"Ngũ Lĩnh đối với nước Việt ta là ải hiểm cửa ngõ của nước cũng như Hổ Lao của nước Trịnh, Hạ Dương của nước Quắc. Làm vua nước Việt tất phải đặt quân chỗ hiểm để giữ nước, không thể để cho mất được. Họ Triệu một khi đã không giữ được đất hiểm ấy thì nước mất dòng tuyệt, bờ cõi bị chia cắt. Nước Việt ta lại bị phân chia, thành ra cái thế Nam-Bắc vậy. Sau này các bậc đế vương nổi dậy, chỗ đất hiểm đã mất rồi, khôi phục lại tất nhiên là khó. Cho nên Trưng Nữ Vương (Trưng Trắc) tuy đánh lấy được đất Lĩnh Nam, nhưng không giữ được nơi hiểm yếu ở Ngũ Lĩnh, rốt cuộc đến bại vong. Sĩ Vương tuy khôi phục toàn thịnh, nhưng bấy giờ còn là chư hầu, chưa chính vị hiệu, sau khi chết lại mất hết; mà các nhà Đinh, Lê, Lý, Trần chỉ có đất từ Giao Châu trở về Nam thôi, không khôi phục được đất cũ của Triệu Vũ Đế, cái thế khiến nên như vậy."

## Đền thờ, lăng mộ, lễ hội

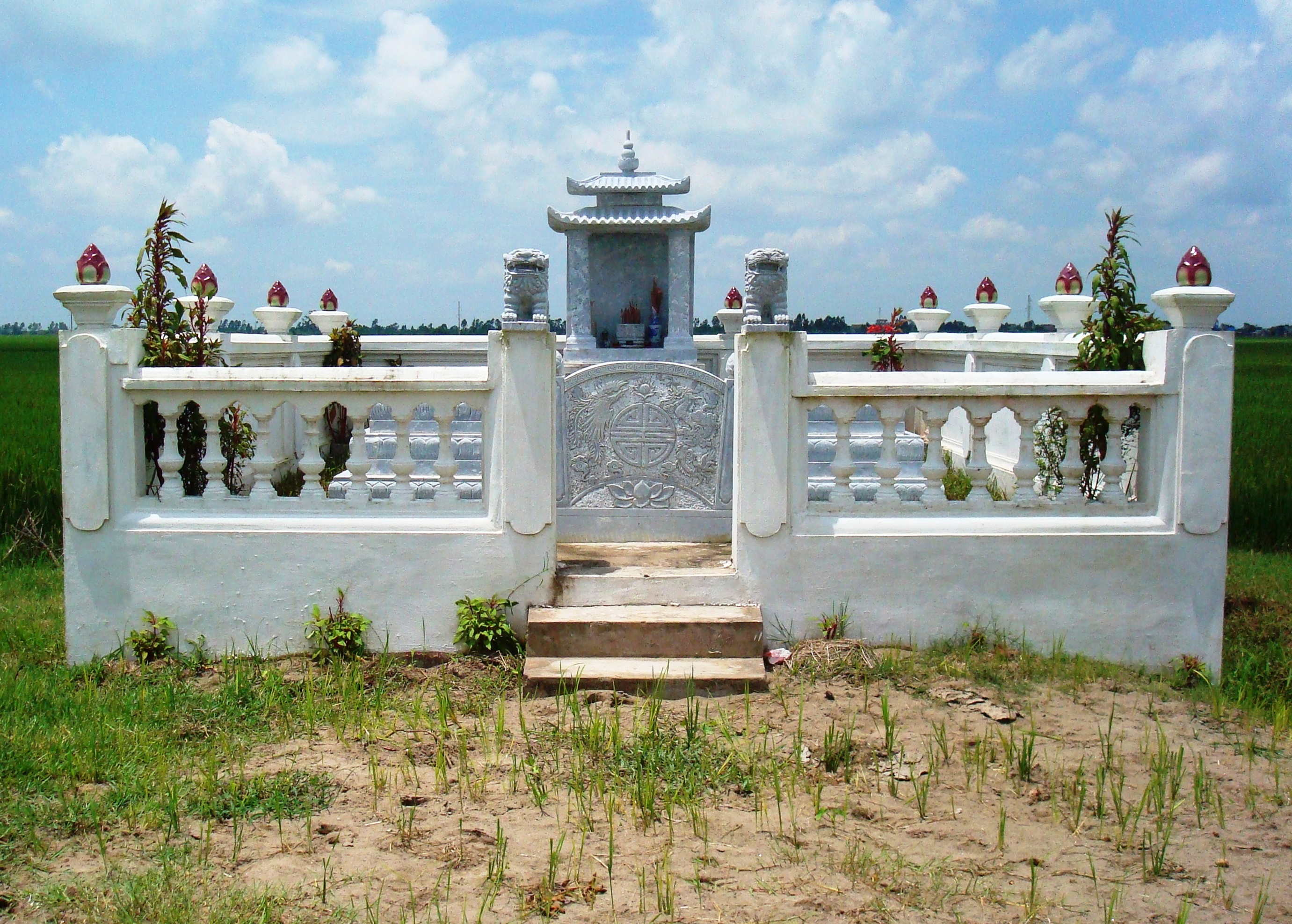
Lăng mộ tướng Nguyễn Danh Lang và Thừa tướng Lữ Gia ở thôn Nam Trì, xã Đặng Lễ, huyện Ân Thi, Hưng Yên.

Tương truyền Lữ Gia sinh ra ở huyện Lôi Dương quận Cửu Chân (nay là huyện Thọ Xuân, tỉnh Thanh Hoá), có cha là hào trưởng Lữ Tạo người lương thiện, phúc hậu làm nghề lang y; mẹ là người tài sắc, công dung tên là Trương Thị Vĩ, con gái hào trưởng Vũ Ninh (vùng Bắc Ninh ngày nay). Tại quận Cửu Chân có tên họ Hàn hung nghịch, tàn bạo vốn là hào trưởng, thấy Lữ Gia chí khí hơn người nên muốn thu nạp làm tay chân. Gia không chịu khuất phục nên gã thâm thù, cho tay chân đến cướp phá, hành hung gia quyến. Biết không thể sống được nên cả gia quyến đã bỏ quê tìm kế an thân. Khi đến Nam Trì (nay thuộc xã Đặng Lễ, huyện Ân Thi, tỉnh Hưng Yên) thấy khu đất nơi ngã ba sông đất đai tươi tốt, dân cư thuần hậu nên đã lưu tạm ở đây hành nghề lang y. Ở Nam Trì, Lữ Gia kết nghĩa anh em với Nguyễn Danh Lang (Lang Công). Nguyễn Danh Lang làm tướng ba đời vua Triệu nước Nam Việt. Khi Nguyễn Danh Lang mất, Lữ Gia truyền cho dân làng lập đền thờ. Khi Lữ Gia bị quân Tây Hán chém đầu có truyền cho quân sĩ quê Nam Trì đưa xác ông về Nam Trì an táng và thờ cùng Lang Công. Đền thờ lúc sơ khởi nằm trên đất làng Nam Trì hiện nay nhưng không rõ địa điểm cụ thể. Thời Đường, Cao Biền sang Giao Châu đánh giặc Nam Chiếu, kết nghĩa anh em với hai vị thần Lang Công (Nguyễn Danh Lang), Bảo Công (Lữ Gia), cưới hai bà phu nhân Lự nương, Lữ nương quê đây và dựng lại đền thờ Lang Công, Bảo Công. Khi Cao Biền mất, dân làng thờ cùng hai vị trước. Phía tây đền là phủ thờ Lâu nương công chúa (phu nhân của Lữ Gia) và hai bà phu nhân của Cao Vương. Thời Hậu Lê, Thánh địa lý Tả Ao chọn đất, chuyển làng, dựng lại chùa, đền nên sau khi Tả Ao mất, dân làng thờ cùng với ba vị trước.
Lăng mộ Thừa tướng Lữ Gia và tướng Nguyễn Danh Lang hiện ở xã Đặng Lễ, huyện Ân Thi, tỉnh Hưng Yên.
Lễ hội Nam Trì hay lễ hội Bảo, Lang, Biền là lễ hội chung của ba làng Nam Trì, Đới Khê và Bảo Tàng. Lễ hội tổ chức vào ngày 9 tháng 3 âm lịch hàng năm. Lễ gồm tế Thần và rước Thần. Tế Thần là các buổi cúng lễ ca ngợi công đức, dâng hiến lễ vật lên các vị Thần. Rước Thần là rước các vị Thần về đình Ba Xã. Đình Ba Xã xưa kia là Nhà hội đồng của hai vị Bảo, Lang và Hành cung của Cao Vương lúc sinh thời (nay là mộ hai vị thần Lang Công, Bảo Công) ở cuối làng để ba anh em vị thần thờ ở hai thôn (Bảo Tàng, Đới Khê) tụ hội. Hội là ca hát 10 ngày, đánh cờ, đấu vật. Ngoài ra, còn có rất nhiều nơi thờ Lữ Gia như ở Hà Tây cũ, Hà Nội, Nam Định và nhất là huyện Lập Thạch, tỉnh Vĩnh Phúc.

## Tên đường phố, địa danh
Tên của Lữ Gia đã và đang được đặt cho một đường phố nhỏ tại Hà Nội, một đường phố lớn và quan trọng tại Thành phố Hồ Chí Minh, một đường phố lớn ở trung tâm thành phố Nam Định và một con đường ở Đà Lạt, Lâm Đồng.
- Phố Lữ Gia ở Hà Nội là một phố nhỏ, dài 180 m, bắt đầu từ phố Trần Xuân Soạn đến phố Hòa Mã, thuộc quận Hai Bà Trưng. Thời Pháp thuộc, phố có tên là phố Luy-rô (Rue Luro). Sau 1945 đổi thành Lữ Gia, đến 1979 đổi thành Lê Ngọc Hân.
- Đường Lữ Gia tại Thành phố Hồ Chí Minh là một con đường huyết mạch và quan trọng của quận 11.
- Đường Trần Hưng Đạo ở trung tâm thành phố Nam Định, trước kia cũng từng có tên gọi là đường Lã Gia (tức Lữ Gia) nhưng sau này đã được đổi tên như hiện tại.
- Đường Lữ Gia ở phường 9, thành phố Đà Lạt, tỉnh Lâm Đồng, bắt đầu từ ngã tư Phan Chu Trinh, Quang Trung và Trần Quý Cáp.

Ngoài ra, tên của ông còn được đặt cho tên một số chung cư, cao ốc, doanh nghiệp tại Thành phố Hồ Chí Minh như Cư xá Lữ Gia (Quận 11) – một trong những cư xá lớn nhất và đông dân cư nhất tại TP.HCM, trường THCS Lữ Gia (Quận 11), Lữ Gia Plaza – nơi đặt trụ sở của phần lớn các công ty Internet lớn nhất tại Việt Nam. "Lữ Gia Plaza" (Quận 11) còn được xem là "Silicon Valley thu nhỏ" của Việt Nam.